# Aston Martin DBX
Aston Martin DBX là một mẫu SUV crossover hạng sang được sản xuất bởi thương hiệu xe hơi Aston Martin kể từ năm 2020. Đây là chiếc SUV đầu tiên của hãng xe đến từ Anh Quốc, đồng thời còn được định vị ở cả phân khúc "cỡ lớn" lẫn "cỡ trung".

## Thiết kế
DBX là mẫu xe đầu tiên được sản xuất tại nhà máy mới của Aston Martin nằm ở làng St Athan, xứ Wales. Theo phó chủ tịch điều hành kiêm giám đốc sáng tạo Marek Reichman, chiều dài cơ sở của DBX được kéo dài đến mức tối đa để các bánh xe có thể đặt ở bốn góc, cộng với phần mui thấp sẽ làm cho người xem lầm tưởng rằng xe nhỏ hơn so với kích thước thật, qua đó giúp DBX mang dáng dấp giống một chiếc Aston Martin truyền thống hơn. DBX sử dụng loại cửa thiên nga đặc trưng, bên cạnh đó là bộ lưới tản nhiệt lớn nhất từng xuất hiện trên các dòng xe Aston Martin. BBC và Daily Telegraph đã miêu tả DBX là "mẫu xe 5 chỗ cỡ lớn đầu tiên" mà Aston Martin phân phối. Tuy nhiên, các nguồn tin khác bên ngoài Anh Quốc lại định vị nó ở phân khúc "crossover cỡ trung".
Về phần nội thất, ghế ngồi của DBX được bọc da cao cấp đi cùng với vải Alcantara, trang bị rèm che điện, cửa sổ trời toàn cảnh bằng kính. Ngoài ra, xe còn cung cấp hệ thống thông tin giải trí 10,25 inch hỗ trợ kết nối điện thoại thông minh, Apple CarPlay hay camera 360 độ, cụm công cụ kỹ thuật số 12,3 inch thông báo cho người lái xe mọi thông tin. Aston Martin cũng bổ sung gói trang bị và trang trí mang tên The Exclusive 1913 độc quyền. Hơn nữa, hãng xe Anh Quốc còn cung cấp dịch vụ cá nhân hóa bespoke cho DBX. Xe có khoang hành lý phía sau đạt 832 lít và tăng khoảng trống lên 1.540 lít khi gập phẳng hàng ghế thứ hai.

## Thông số kỹ thuật và hiệu suất
Mặc dù được thiết kế dựa trên chiếc Vantage, thế nhưng DBX lại sử dụng nền tảng khung gầm riêng. Tương tự như những mẫu Aston Martin khác, xe được chế tạo bằng các tấm nhôm liên kết dính và áp dụng công nghệ ép đùn. Bên cạnh đó, hệ truyền động và công nghệ giải trí trên xe đều được vay mượn từ Mercedes-Benz. DBX trang bị động cơ V8 tăng áp kép 4.0 lít M177 do Mercedes AMG cung cấp, sản sinh công suất 550 PS (405 kW; 542 hp) và mô-men xoắn 700 N⋅m (516 lb⋅ft). Xe có khả năng tăng tốc từ 0–100 km/h (0–62 mph) trong vòng 4.5 giây trước khi đạt tốc độ tối đa 292 km/h (181 mph). Hộp số tự động 9 cấp là trang bị mặc định trên xe và có thể tạo ra lực kéo lên tới 2.700 kg (6.000 lb). Lượng khí thải CO2 đạt mức 269g/km theo Chu trình Lái mới của Châu Âu (NEDC), trong khi mức tiêu thụ trung bình ở Vương quốc Anh là 19,73 mpg. DBX trang bị hệ thống cân bằng thân xe - chống lật điện tử sử dụng nguồn điện 48 volt chống lật khi vào cua và có 5 chế độ lái: GT (đường trường), Sport (thể thao), Sport Plus, Terrain (địa hình) và Terrain Plus với tính năng Access bổ sung. Bộ chuyển số trung tâm chủ động sẽ truyền mô-men xoắn tới cầu trước khi cần thiết, đồng thời còn có thêm vi sai chống trượt giới hạn cầu sau điện tử. Ngoài ra, DBX còn có bộ giảm chấn và lò xo khí nén ba buồng thích ứng, cung cấp khả năng điều chỉnh độ cao gầm đáng kể.
Vào tháng 11 năm 2021, một động cơ mới dành cho DBX đã được trình làng tại Trung Quốc. Loại động cơ I6 tăng áp 3.0 lít M256 của Mercedes AMG này cho ra công suất 435 PS (320 kW; 429 hp) cũng như mô-men xoắn 520 N⋅m (384 lb⋅ft).

## Aston Martin DBX707 (2022–nay)

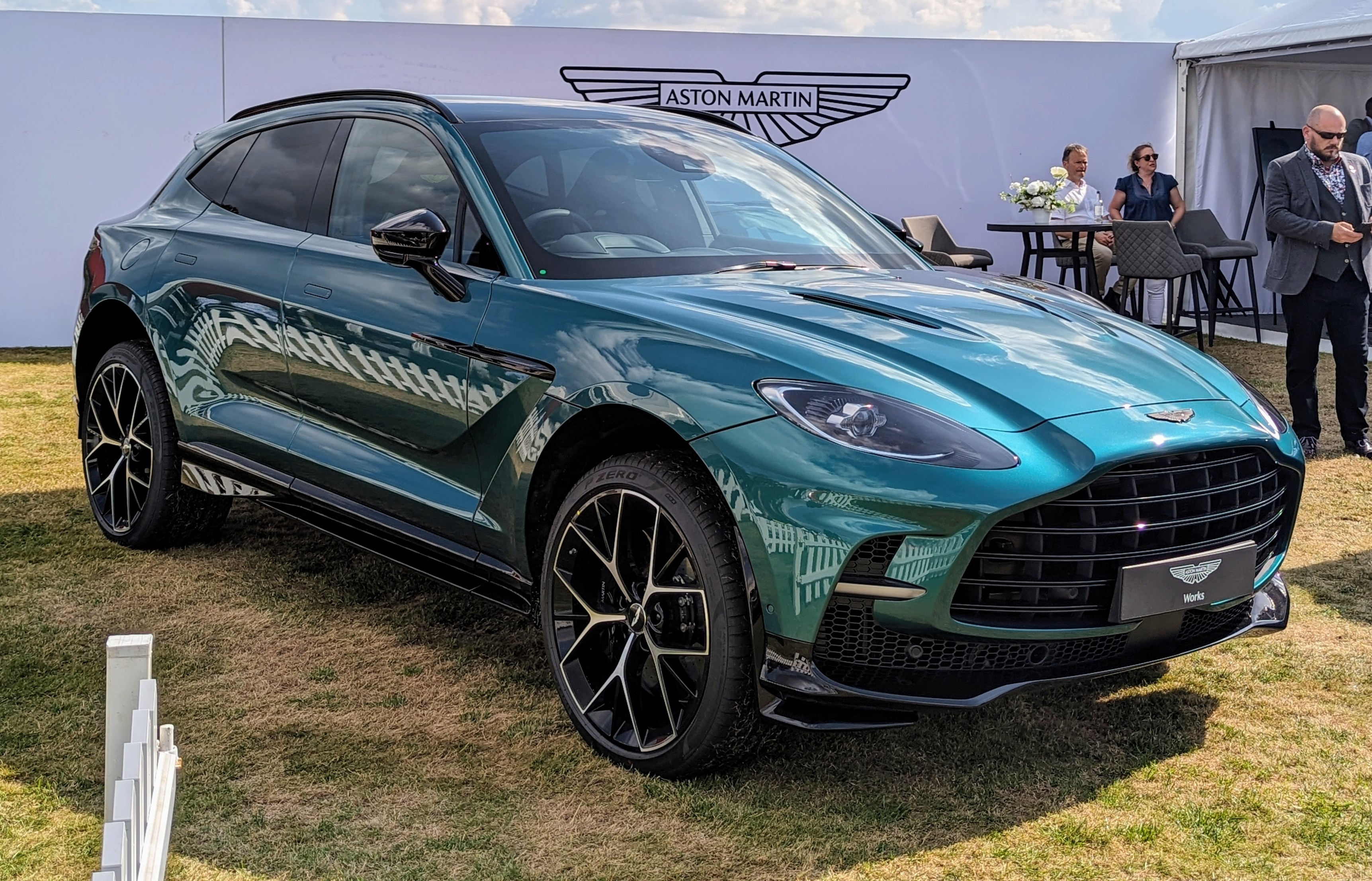
Aston Martin DBX 707

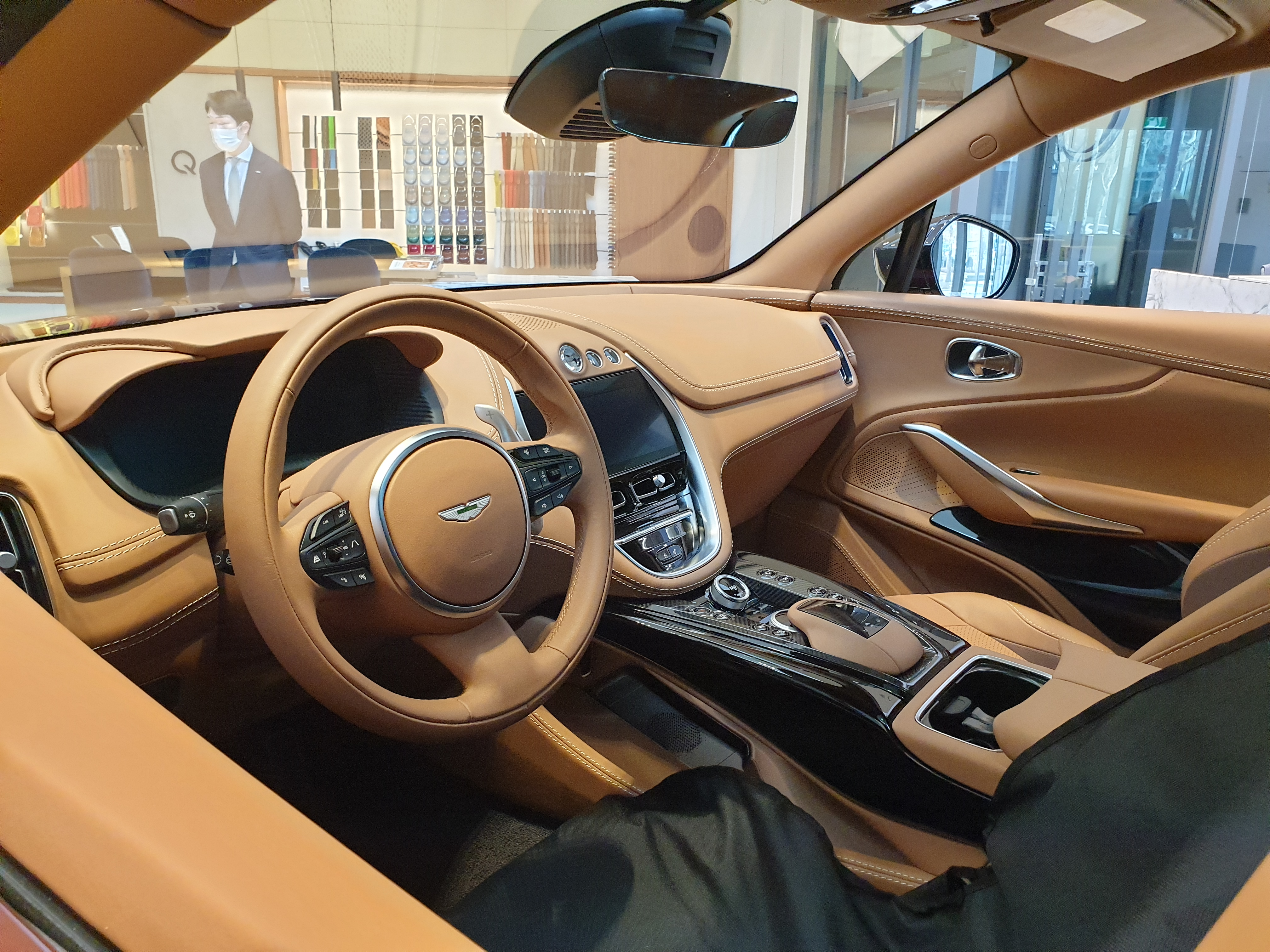
Nội thất xe

Vào ngày 1 tháng 2 năm 2022, Aston Martin đã giới thiệu mẫu crossover chạy xăng mạnh mẽ nhất của hãng mang tên Aston Martin DBX707. Động cơ M177 trên xe đã được hãng tinh chỉnh vài chỗ và nhận được bộ tăng áp mới kết hợp ổ bi, tạo ra công suất tối đa 707 PS (520 kW; 697 hp) và mô-men xoắn 900 N⋅m (664 lb⋅ft). Hộp số MCT 9G-Tronic của AMG cũng được nâng cấp và bổ sung thêm bộ ly hợp ướt cũng như thay đổi tỷ số truyền. Tổng cộng, tất cả những thay đổi đó đã cho phép chiếc SUV thể thao tăng tốc từ 0–60 mph (0–97 km/h) trong vòng 3,1 giây trước khi đạt tốc độ tối đa tới 310 km/h (193 mph), nhanh nhất thế giới năm 2023. Ngoài ra, chúng cũng tác động đến hệ thống treo và điều khiển hướng. Phía sau xe là cánh gió và tấm chỉnh độ ngẩng làm từ sợi carbon, bên cạnh cụm ống xả đôi đối xứng. DBX707 được trang bị bộ mâm 22 inch tiêu chuẩn và mâm 23 inch tuỳ chọn.

## Xe y tế Công thức 1

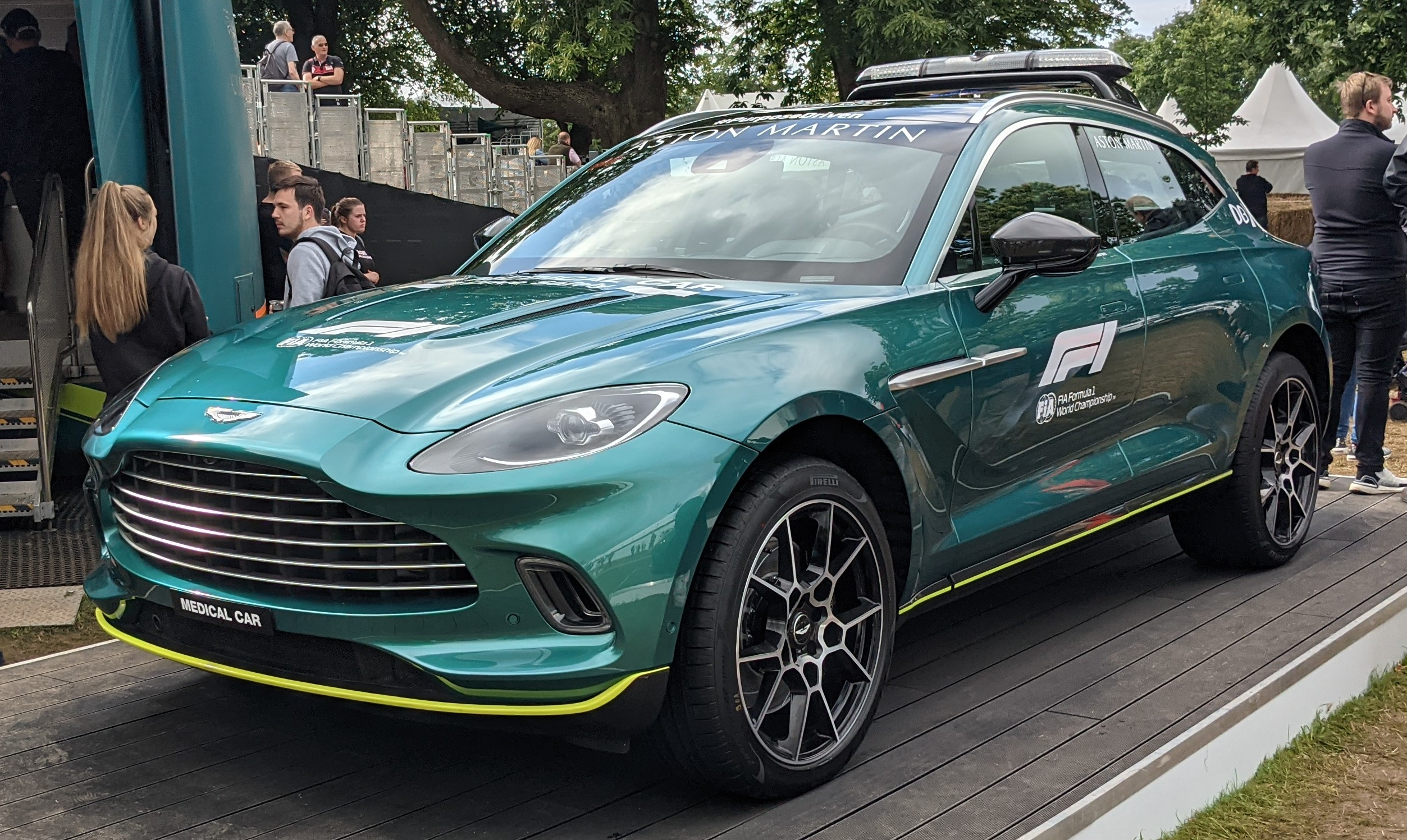
Xe y tế Công thức 1

Vào năm 2021, có thông báo rằng DBX sẽ trở thành mẫu xe y tế Công thức 1 chính thức, bên cạnh chiếc Mercedes C63S AMG Estate (sau đó là Mercedes -AMG GT 4-Door trong mùa giải 2022). Xe y tế DBX có màu sơn British Racing Green với những điểm nhấn màu vàng neon. Xe sẽ nhập đội cùng Aston Martin Vantage trong nhóm xe an toàn mới của giải Công thức 1. Bắt đầu từ mùa giải 2023, DBX707 đã thay thế mẫu DBX tiêu chuẩn thành Xe y tế Công thức 1.